# 奥尔诺斯德蒙卡尔维略
奥尔诺斯德蒙卡尔维略，是西班牙拉里奥哈自治区的一个市镇。总面积7平方公里，总人口93人（2001年），人口密度13人/平方公里。